# Klokočí (Olší)
Klokočí je vesnice, část obce Olší v okrese Brno-venkov v Jihomoravském kraji. Nachází se v Hornosvratecké vrchovině, v přírodním parku Svratecká hornatina, asi 1,5 km na jihovýchod od Olší. Kolem vsi prochází silnice II/385. Žije zde 43 obyvatel.
Klokočí leží v katastrálním území Klokočí u Olší o rozloze 2,49 km².

## Historie
První písemná zmínka o vsi je z roku 1235. Součástí Olší je Klokočí od roku 1964.
K 1. lednu 2005 byla vesnice Klokočí, jako součást obce Olší, společně s dalšími 23 obcemi převedena z okresu Žďár nad Sázavou (Kraj Vysočina) do okresu Brno-venkov (Jihomoravský kraj).

## Obyvatelstvo
| Rok            | 1869 | 1880 | 1890 | 1900 | 1910 | 1921 | 1930 | 1950 | 1961 | 1970 | 1980 | 1991 | 2001 | 2011 | 2021 |
| -------------- | ---- | ---- | ---- | ---- | ---- | ---- | ---- | ---- | ---- | ---- | ---- | ---- | ---- | ---- | ---- |
| Počet obyvatel | 99   | 145  | 114  | 104  | 94   | 103  | 81   | 91   | 82   | 70   | 60   | 64   | 44   | 38   | 43   |
| Počet domů     | 15   | 18   | 15   | 18   | 16   | 16   | 17   | 20   | —    | 21   | 21   | 23   | 23   | 23   | 21   |

Vývoj počtu obyvatel